# What Do You Really Know?
What Do You Really Know? is het tweede studioalbum van de Indonesische indieband Reality Club. Het album werd uitgebracht op 30 augustus 2019 onder het label Lockermedia. Het album werd gemasterd door Brian Lucey en gemixt door Wisnu Ikhsantama W.

## Achtergrond
Hun tweede album, getiteld What Do You Really Know?, toont naar eigen zeggen de andere kant van Reality Club die een ander geluid heeft dan hun eerste album. Het album, dat volledig in het Engels is, bevat 11 nummers met 'nieuwe kleuren'.Met What Do You Really Know? verteld de band verhalen over henzelf en reflecteren ze waar ze nu zijn. Hoewel anders dan hun inaugurele album, heeft Reality Club meer rock aan hun album toegevoegd. De reden hiervoor is dat ze een verhaal willen vertellen aan hun luisteraars over hoe ze zijn opgegroeid en op een andere plaats waren als voorheen. Hun coverart benadrukt ook hoe ze als band verschoven zijn naar een thema dat vrij duister is voor dit nieuwe album.

## Tracklist
| Nr.          | Titel                             | Duur  |
| ------------ | --------------------------------- | ----- |
| 1.           | "Prologue"                        | 1:11  |
| 2.           | "SSR"                             | 4:01  |
| 3.           | "All Along All Things Were Wrong" | 2:07  |
| 4.           | "Caught in a Trap"                | 5:47  |
| 5.           | "The Rush"                        | 3:30  |
| 6.           | "Vita o morte"                    | 3:52  |
| 7.           | "Telenovia"                       | 5:21  |
| 8.           | "On My Own Again"                 | 3:43  |
| 9.           | "Alexandra"                       | 3:58  |
| 10.          | "A Sorrowful Reunion"             | 4:19  |
| 11.          | "2112"                            | 5:56  |
| Totale duur: | Totale duur:                      | 43:45 |